# レオナルド・カルバリョ
レオナルド・アフォンソ・セイシャス・デ・カルバリョ（Leonardo Afonso Seixas de Carvalho、1972年3月17日 - ）は、ブラジルのバレーボール指導者。

## 来歴
ブラジルのリオデジャネイロ出身。
2010年代、U-21ブラジル代表の監督を務め、2013年世界ジュニア選手権でチームを準優勝に導いた。2016年より、U-19ブラジル代表監督を務める。
2018年、近年低迷していた日本の古豪・サントリーサンバーズにコーチとして入団。チームに合わせたブロックシステムを構築した。就任3シーズン目にしてチームは花を開き、2020-21シーズン、2021-22シーズンで連覇を果たした。酒井大祐は、若手育成能力に感銘を受け、自身もそのように若手育成をしたいと思って大学チーム監督就任を決断したと話している。
2023年、2022/23シーズン終了をもってサントリーサンバーズを退団した。

## 指導歴
- U-21ブラジル代表 監督
- U-19ブラジル代表 監督（2016-2018年）

- サントリーサンバーズ コーチ（2018-2023年）
- Al-Nassr VC コーチ（2023-2024年）
- イラン男子代表 コーチ（2024年-）